# Ašdot Ja'akov Me'uchad
Ašdot Ja'akov Me'uchad (hebrejsky אַשְׁדוֹת יַעֲקֹב מְאֻחָד, doslova "Ja'akovovy peřeje", anglicky Ashdot Ya'akov Meuhad, v oficiálním seznamu sídel Ashdot Ya'aqov Me'uhad) je vesnice typu kibuc v Izraeli, v Severním distriktu, v Oblastní radě Emek ha-Jarden.

## Geografie
Leží v Galileji v nadmořské výšce 204 metrů pod mořskou hladinou 2 kilometry jižně od břehů Galilejského jezera poblíž soutoku řek Jordán a Jarmuk v oblasti s intenzivním zemědělstvím.
Vesnice se nachází cca 15 kilometrů jihojihovýchodně od města Tiberias, cca 100 kilometrů severovýchodně od centra Tel Avivu a cca 58 kilometrů jihovýchodně od centra Haify. Ašdot Ja'akov Me'uchad obývají Židé, přičemž osídlení v tomto regionu je ryze židovské.
Ašdot Ja'akov Me'uchad je na dopravní síť napojen pomocí dálnice číslo 90.

## Dějiny
Ašdot Ja'akov byl založen v roce 1933. Pojmenován byl podle Ja'akova Rotschilda – syna Edmonda Jamese de Rothschilda, který se zasloužil od rozvoj židovských osad v Palestině koncem 19. a počátkem 20. století. Zakladateli osady byla skupina židovských přistěhovalců Chaluc (חלוץ) z třetí aliji, původem z Litvy, kteří se už roku 1921 usadili v lokalitě poblíž nynější vesnice Menachemija. Členové skupiny se přeli o to, zda vesnici založit jako kibuc nebo jako mošav. V roce 1924 se členové skupiny přesunuli o něco dál, do prostoru nynější vesnice Gešer. Zde setrvali po následujících 10 letech na pozemcích Jewish Colonization Association. Zčásti se zabývali prací pro vodní elektrárnu v nedalekém Naharajim. Pak se ale rozhodli pro trvalé založení kibucu. Podle některých pramenů teprve až roku 1935 vznikl kibuc v nynější lokalitě pod názvem Ašdot Ja'akov.
Během války za nezávislost v roce 1948 byl kibuc vystaven těžkému ostřelování arabskými silami a děti byly z vesnice po dobu bojů evakuovány. Další incidenty zažíval kibuc kvůli blízkosti syrské a jordánské hranice během 50. a 60. let 20. století a zejména během opotřebovací války na přelomu 60. a 70. let.
Roku 1949 měl kibuc už 1199 obyvatel a rozlohu katastrálního území 3 600 dunamů (3,6 kilometrů čtverečních). V roce 1951 se po ideologickém rozkolu v kibucovém hnutí Ašdot Ja'akov rozdělil na dva samostatné kibucy. V severní části vesnice vznikl Ašdot Ja'akov Me'uchad, jižní část se od té doby jmenovala Ašdot Ja'akov Ichud.
V roce 2003 prošel kibuc Ašdot Ja'akov Me'uchad privatizací, po které jsou jeho členové odměňováni individuálně za odvedenou práci. Funguje tu synagoga, zdravotní středisko, obchod, veřejná knihovna, muzeum, plavecký bazén a sportovní areály.

## Demografie
Obyvatelstvo kibucu Ašdot Ja'akov Me'uchad je sekulární. Podle údajů z roku 2014 tvořili naprostou většinu obyvatel v kibucu Ašdot Ja'akov Me'uchad Židé (včetně statistické kategorie "ostatní", která zahrnuje nearabské obyvatele židovského původu ale bez formální příslušnosti k židovskému náboženství).
Jde o menší sídlo vesnického typu se stagnující populací. K 31. prosinci 2014 zde žilo 492 lidí. Během roku 2014 populace stoupla o 19,7 %.
| Rok            | 1949 | 1961 | 1972 | 1983 | 1995 | 2001 | 2003 | 2004 | 2005 | 2006 | 2007 | 2008 | 2009 | 2010 | 2011 | 2012 | 2013 | 2014 |
| -------------- | ---- | ---- | ---- | ---- | ---- | ---- | ---- | ---- | ---- | ---- | ---- | ---- | ---- | ---- | ---- | ---- | ---- | ---- |
| Počet obyvatel | 1199 | 585  | 473  | 501  | 407  | 334  | 347  | 350  | 364  | 355  | 349  | 356  | 369  | 391  | 404  | 401  | 411  | 492  |

- údaj pro rok 1949 zahrnuje obyvatelstvo obou nynějších samostatných vesnic Ašdot Ja'akov Ichud i Ašdot Ja'akov Me'uchad